# 250 î.Hr.

## Nașteri
- Plaut, părintele teatrului roman preclasic (d.c. 184 î.Hr.)

## Decese
- dată necunoscută: Erasistrate  (n. ?)
- dată necunoscută: Marcus Atilius Regulus  (n. 299 î.Hr.)